# Bíbic I
A Bíbic I belarusz gyártmányú, Poleszje típusú, kis merülésű folyami hordszárnyas hajó, melyet a MAHART–PassNave cég üzemeltet a Dunán.

## Története
A Poleszje típusú (17091 tervszámú) hajót a Homeli Hajógyár és Hajójavító Üzem építette 1992-ben. Még abban az évben került Magyarországra, a Maharthoz. Kezdetben a Mahart üzemeltette, napjainkban az 1994-ben létrejött MAHART–PassNave üzemelteti.